# Dysderina granulosa
Dysderina granulosa är en spindelart som beskrevs av Simon och Fage 1922. Dysderina granulosa ingår i släktet Dysderina och familjen dansspindlar. Inga underarter finns listade i Catalogue of Life.